# Домбай-Ульген
Домба́й-Ульге́н (груз. დომბაიულგენი, карач-черк. — Доммай йолген — «місце, де загинув зубр»), або Домбай-Йольген — вершина в західній частині Головного, або Вододільного хребта Великого Кавказу (на кордоні Грузії і Карачаєво-Черкеської республіки), у витоках річки Теберда. Висота 4046 м, це найвища точка Абхазької Автономної Республіки (частини Грузії). Складена гнейсами, кристалічними сланцями, гранітами. Покрита вічними снігами і льодовиками.
Домбай-Ульген є найбільш високою вершиною Домбая, розташований східніше селища Домбай, має три вершини: західну (4036 м), головну (4046 м) і східну (3950 м).
Від головної вершини на північ відходить крутий гребінь, який закінчується пониженням — «Домбайським сідлом». Від Домбайського сідла наверх йде класичний маршрут (категорії 3Б), доступний для сходження за один день зі спуском до табору, розташованому або на майданчику «Домбайського сідла», або Птишському бівуаку.
У 1960 р. на вершині Домбай-Ульгену загинула альпіністська експедиція з 4-х чоловік, очолювана Ігорем Єрохіним.

## Ресурси Інтернету
- Карта Домбая [Архівовано 17 листопада 2012 у Wayback Machine.]
- Опис різних маршрутів сходження на Домбай-Ульген